# 大本神諭
大本神諭（おおもとしんゆ）は新宗教大本の教典。お筆先とも呼ばれる。

## 概要
明治時代後期、大本の開祖出口なお（直）（以下なお（直）と表記）は天地の創造主神国常立尊の帰神から、1918年（大正7年）に逝去するまでの約27年間、自動書記により「お筆先」と呼ばれる一連の文章を残した。お筆先はほとんどひらがなで記されたが、これを娘婿にして大本の聖師の出口王仁三郎（以下王仁三郎と表記）が漢字をあてて発表したものが『大本神諭』である。「神のお告げ」による啓示系の教典である。現代文明に対する強烈な批判と、国常立尊の復活に伴う終末と再生を預言した。大本において『大本神諭』は、なお（直）の死後に発表された王仁三郎の『霊界物語』と併せ、大本二大教典の一つとして扱われる。

## 内容
大本神諭は『三千世界一度に開く梅の花、艮の金神の世になりたぞよ。神が表に現れて三千世界の立替え立直しを致すぞよ』という宣言（「艮の金神の世」の到来と「三千世界の立替え立直し」）を機軸とする。
神の名前や啓示そのものは、当時のなお（直）が置かれた極貧生活や明治時代という社会情勢、金光教や九鬼家の影響が見られるが、それだけで解釈できない点もある。王仁三郎は、艮の金神の正体を古事記や日本書紀で国祖神とされる国之常立神（国常立尊）と審神した。国祖神の治世は厳格を極めたため、不満を募らせた八百万の神々により国常立尊は艮の方角（鬼門）に封印されて「艮の金神」となり、妻神豊雲野尊は坤の方角にこもって「坤の金神」となったという。
神諭は、節分（豆まき）、鏡餅、門松など日本の多くの宗教的儀式に国常立尊を調伏・呪詛する目的が隠されていると指摘する。だが国常立尊が再び現れる日は迫っており、それにともない体主霊従の文明から霊主体従の文明へと、価値観が大転換すると説く。変革が行われたあとに到来する理想世界はみろくの世とされる。「水晶の神世」「松の世」とも表現される。独特の神話観と、個人的利益・救済の域を超えた強烈な終末論・千年王国思想は従来日本宗教の中でも特徴的である。
お筆先は、神懸かりしてから大正7年6月の最後の筆先まで約27年間、半紙20枚綴りで約1万巻を記述したが、二度の宗教弾圧（大本事件）により多くが散逸した。筆先は基本的にひらがなのみで構成される。それは、神の意志によりひらがなで記述されることが筆先の中に記されている。一つには、とかく学問に縁遠い当時の婦女子にも読めるようにという事において、二つには物質文明を支える知識学識万能主義に対する警告として、である。しかし句読点も漢字も当てられていないので、通読はしてもその意味は何通りにでも理解出来てしまい、王仁三郎以前の大本幹部達はその内容を整理できず教義を確立できなかった。ひらがなばかりの独特の書体は執筆当初から執筆を終える約27年間、ほとんど変化なく同じ筆圧、筆速、力強さも同じであり、一種の風格をえ、賛美する書家もある。断定的な表現と独特の文体は読者に強い印象を与えた。歴史家松本健一は、神諭の文体は王仁三郎の文章と比較して非常に厳しく男性的であり、「変性男子」にふさわしいと評している。
王仁三郎は大石凝真素美らを始めとする国学者らから習得した言霊学と古神道の知識を持っていた。彼は古事記の新解釈によってこの筆先に句読点と漢字を当て、かくして編纂した独特の神話『大本神諭』が誕生した。以前から筆先は綾部町の大本本部に参拝した信者達に読み聞かせるという形で公開されていたが、教団機関誌「神霊界」1917年（大正6年）2月号に始めて『大本神諭』として掲載され、1919年（大正8年）11月25日に『大本神諭・天の巻』が、1920年（大正9年）7月28日に『大本神諭・火の巻』が発刊された。ところが神諭の社会的影響力の強さを憂慮した政府により、同年8月5日に「火の巻」を不敬と認定、発禁となった。神諭にはアメリカとの戦争の予言や天皇への批判と受け取られる文面があり、治安当局に警戒されていたという事情がある。各所の伏字は秘密めいた異端説として終末観的期待を増幅させた。当局は第一次大本事件でも、神諭は天皇の尊厳を冒涜するものと認定すると、不敬罪で追求している。
また出口王仁三郎が著述した文書や教義の一部が『裏の神諭』として発表されており、出口直による『大本神諭』を「表の神諭」と表記することもある。

## 歴史
1892年（明治25年）2月3日、京都府綾部市本宮町で極貧生活を送る無名の女性、出口なお（直）に、「艮の金神」と名乗る神の神懸かり現象が起きた。当初、周囲はなお（直）が発狂したと判断して大目にみていたが、放火犯と誤認逮捕したことがきっかけとなり、自宅の座敷牢に押し込める。この時、文盲のなお（直）が牢内で釘をつかって文字を刻んだのが「お筆先」のはじまりとされる。現存する最も古い筆先は明治26年旧7月12日付であるが、さらに古いものがあった可能性もある。当時、行政当局により宗教法人設立は厳しく監視され制限されていた。そこで金光教の傘下で活動したが、なお（直）はあくまで艮の金神を重要視し、同時に神の正体を見極めることを望んだ。現実社会における信仰を説く金光教と、現世を「けもの（獣類）の世」「われよし（利己主義）の世」と定義して終末論的な立替え立直しを訴えるなお（直）／艮の金神は、根本的な神学が異なったのである。
1898年（明治31年）10月と翌年7月、古神道の知識に長けた上田喜三郎（出口王仁三郎）がなお（直）を訪問し、艮の金神を審神（さにわ）する。審神とは憑霊状態が高次の神霊で、かつ善神によるものなのか、神格はどの程度なのか、あるいは動物霊や低級霊が憑依しているのかなどを審理・判断する行為をいう。従来の神道や仏教、天理教や金光教といった新宗教ですら艮の金神の正体を判別できず、審神のエキスパートであった喜三郎の知識と能力が必要とされていたのである。喜三郎は「艮の金神」を「国武彦命（国常立尊）」と審神する。なお（直）の教団に加わった喜三郎は、なお（直）の末子で後継者と決められていた出口すみ（澄）と養子婿結婚して出口王仁三郎と改名した。
なお（直）と王仁三郎の関係は複雑である。筆先によれば、なお（直）の守護神は「艮の金神」で厳霊（女性の肉体に男霊が宿った変性男子、天照大神）、王仁三郎の守護神は「坤の金神」で瑞霊（男性の肉体に女霊が宿った変性女子、スサノオ）であり、宗教上の夫婦関係は現実において養母・養子婿だった。非合法は覚悟で活動しようとするなお（直）と、公認宗教の下部組織として警察の干渉を避けようとする王仁三郎は対立する。これに従来幹部の権力争いが加わり、彼らは王仁三郎を厳しく攻撃した。王仁三郎は日露戦争終結後に一度教団を離れるが、教派神道の知識を身につけると再び綾部に戻り、教団の発展に尽力する。彼の守護神とされる「坤の金神」を公式に祭ったことでなお（直）との宗教的対立は終息した。1916年（大正5年）、なお（直）の筆先に「王仁三郎こそみろく大神」という啓示があり、初対面から18年後、なお（直）は王仁三郎の神格を認めた。これにより神聖とされた筆先を、王仁三郎の手で編集することが可能となった。
以前より大本の実質的指導者は王仁三郎だったが、新たな啓示により、宗教的な主導権も王仁三郎に移った。1918年（大正7年）11月、開祖・なお（直）が死去。末子の出口すみ（澄）が二代教主、夫の王仁三郎が教主輔に就任する。大本は大正日日新聞を買収してメディア展開を開始。社会構造の変化や都市化を背景に、京都府綾部・丹波の地方民間宗教団体から全国規模の教団へと飛躍する。同時に、大本の中で王仁三郎と新幹部浅野和三郎の間で対立が生じた。浅野を中心とした派閥は大本神諭を重要視する。なかでも「大正十年立替え説」（明治五十五年の立替え）という終末論を強く主張する。第一次世界大戦やロシア革命といった歴史的転換点の中で終末観は多くの人々の心を捉え、秋山真之海軍少将も大本を訪れている。教団本拠地である綾部や亀岡には神諭の終末論を信じた人々が続々と移住したが、彼らの思想と見通しは太平洋戦争の展開と驚くほど合致する。大本が大日本帝国陸軍・大日本帝国海軍・華族への影響力を強めていたことに危機感を抱いた大日本帝国は、1921年（大正10年）2月に不敬罪と新聞紙法違反を罪状に王仁三郎や浅野を逮捕して弾圧を加えた（第一次大本事件）。
保釈された王仁三郎は同年10月18日より、新たな教典『霊界物語』の口述筆記に着手する。なお（直）の「筆先/大本神諭」は強烈であるが具体性と論理性に乏しく、その内容を具体的に教義として確立させたものが王仁三郎の活動であり『霊界物語』とも言える。神諭が発禁となったため新教典が必要となったという切迫した事情があったとも言われている。王仁三郎の手法に失望した多くの幹部や信者が教団を去り、浅野は心霊科学研究会を、谷口雅春は生長の家を、友清歓真（友清の離脱は1919年）は神道天行居を設立した。第一次大本事件の後、王仁三郎は自らのカリスマと新教典『霊界物語』を中核に新たな展開を行なった。

## 大本神諭の正当性
『大本神諭』は開祖・なお（直）の「お筆先」を王仁三郎が編集したものであり、原文そのままではない。筆先にあった土俗性や神仏習合といった混沌が整理され、伝統的な日本神道への接近が意図されている。筆先を書かせた神は「艮の金神＝国常立尊」の他にも天照皇大神、金勝要之神、竜宮の乙姫など複数存在した。「艮の金神」についても、綾部藩主九鬼家に伝わる『九鬼文書-鬼門呪詞』の主神「宇志採羅根真大神（ウシトラノコンジン）」に由来するという説もある。なお（直）の死後、王仁三郎が九鬼隆治（子爵、第21代）に宛てた書簡からもうかがえる。
さらに『天理、金光、黒住、妙霊先走り、とどめに艮の金神現れて、世の立替えを致すぞよ』という表現もあり、なお（直）が先行した民衆宗教の影響を受けていることを示す。
一方で、神諭の表現は立教の年代順と異なる。これは教義の親縁性による順の可能性があり、王仁三郎も大本神諭を天理教神諭と比較して両者の関係を考察した。
1916年（大正5年）12月に入信した浅野和三郎は「皇道大本」の教義形成、神諭の研究に没頭していた。1918年（大正7年）10月には『大本神諭略解』を発刊している。
また王仁三郎が筆先から神諭へと編纂したと言われているが、当事者である王仁三郎も京都府警に対し『年月日と組立等を、開祖なおに尋ね乍ら書いたのであるから、誌上の稿になったものと同じお筆先は実際にはありません」』と大正8年に発言している。第一次大本事件における当局の追及に対しては、「筆先は神霊現象で人間に責任はなく、皇道大本に不敬の意図はない」と釈明している。
王仁三郎は、開祖・なお（直）（厳霊）の役割を洗礼者ヨハネ、自身（瑞霊）をスサノオ/救世主と位置づけている。1935年（昭和10年）の第二次大本事件を回顧した歌集（1942年10月）では「筆先は　神々教祖に　懸かられて　しるし玉ひし　神言なりけり」「御神諭は　毛筋の横幅も　違はぬと　月座の教祖（王仁三郎）は　宣らせ給ひぬ」「人皆を　昔の神の　大道に　改めたまふ　神諭の主意なり」「善心で　読めば善なり　悪神で　読めば怪しく　見ゆる筆先」と詠う。
王仁三郎による新教典『霊界物語』第7巻総説では筆先について「1916年の神島開き（みろく神啓示）前の筆先は御修行中の産物であり、未成品」と述べ、12巻序文で「筆先は神々の言霊の断片を録したもの、演劇に例えると台詞書の抜書。霊界物語は、その各自の台詞書を集めて一つの芝居を仕組む全脚本。筆先は純然たる教典ではない」としている。第36巻序文においても、国常立尊は「大海の潮水」であり筆先は「手桶に汲み上げられた潮水」「神の演劇の台詞書のみを抜き出したもの」と定義する。平仮名のみの卑近な言であっても「神様の意志表示に就ては毫末も差支ないものである」とした上で、霊界物語は神諭を補完するものと述べている。なお（直）や王仁三郎の魂が国常立尊やスサノオ全体ではなく、その一部分であるとした。
王仁三郎は2つの和歌を残した。
「みな人の　眠りにつける　真夜中に　醒めよと来なく　山ほととぎす」
「梅の花　一度に開く　時来ぬと　叫び給いし　御祖畏し（みおやかしこし）」

## 大本神諭と予言
『大本神諭』は「神の申した事は、一分一厘違わんぞよ。毛筋の横巾ほども間違いはないぞよ。これが違うたら、神は此の世に居らんぞよ」「大本は世界の鏡の出る処であるから、世界に在る実地正味が、皆にさして見せてあるから」と主張する。神懸かり初期のなお（直）は周囲から「発狂した」「狐か狸がついた」と見られていたが、「綾部の金神さん」という評価を得るに至ったのは日清戦争の予言だった。ほかにも関東大震災や太平洋戦争を示唆する表現もある。特に1923年（大正12年）の関東大震災で東京が甚大な被害を受けると多くの人々が「神諭の予言が的中した」と受け取り、第一次大本事件により大打撃を受けていた大本は一転して熱烈な支持を受けることになった。
この後、1930年代の大本は王仁三郎の指導下で爆発的に発展すると、革命を起こしかねない危険勢力として1935年（昭和10年）12月に日本政府（岡田内閣）の徹底的な弾圧を受けた（第二次大本事件）。綾部と亀岡の本部は焼け野原状態となり、1942年8月に保釈された王仁三郎は廃墟となった亀山城址（大本聖地）を見て「このように日本はなるのや、亀岡は東京で、綾部は伊勢神宮や」と語ったとされる。松本健一は王仁三郎の発言について、なお（直）の「東京は元の薄野に成るぞよ。永うは続かんぞよ。東の国は、一晴れの後は暗がり。これに気の附く人民はないぞよ」という筆先を下敷きにしていると指摘した。

## 関連著書
- おほもとしんゆ（大本神諭）　全７巻 天声社
- 出口ナオ 著、村上重良 編『大本神諭　天の巻』 347巻、平凡社〈東洋文庫〉、1979年。ISBN 9784582803471。
- 出口ナオ 著、村上重良 編『大本神諭　火の巻』 348巻、平凡社〈東洋文庫〉、1979年。ISBN 9784582803488。
- 伊都能売神諭　出口王仁三郎（大本機関誌『神霊界』大正7年12月22日～大正8年11月1日にかけて掲載）八幡書店

### 注
1. ↑  『大本神諭』明治25年旧正月[7]〔 三ぜん世界一度に開く梅の花、艮の金神の世に成りたぞよ。梅で開いて松で治める、神国の世になりたぞよ。日本は神道、神が構はな行けぬ国であるぞよ。外国は獣類の世、強いもの勝ちの、悪魔ばかりの国であるぞよ。日本も獣の世になりて居るぞよ。外国人にばかされて、尻の毛まで抜かれて居りても、未だ眼が覚めん暗がりの世になりて居るぞよ。是では、国は立ちては行かんから、神が表に現はれて、三千世界の立替へ立直しを致すぞよ。〕
2. ↑  『大本神諭』明治33年4月7日〔 艮の金神は、この世を始めた神なれど、あまり我が強うて、丑寅へ三千年と五十年押し込められており、蔭から構うておりたが、蔭からの守護はそれだけのこと、神の威徳はチットも人民に判らんから、表に現れて神の威勢の光を出して、世界を救けるぞよ。〕
3. ↑  大本神諭摘録[22]　この神諭は教祖の肉の宮を通して書かれた御筆先に、教祖の女房役であると神定された出口瑞月先生が、漢字を當てはめられたものであります。發表せられたものは實に一万餘冊中の一少部分に過ぎません。(以下略)
4. ↑  凡例[29]　▲本篇に収録したる神歌三篇は、何れも裏の神諭として取扱ふべき性質のものであります。それぞれ瑞の御靈がお懸りなり、トツサの間に完結されたもので、普通の文藝的性質の作とは全然選を異にするはいふまでもありませぬ。
5. ↑  解説[31]　皇道大本には二様の神諭がある。教祖出口直子刀自が明治二十五年正月から大正七年十一月その帰幽昇天までに出されたのが一つで、これは主として國祖國常立尊が教祖の肉体に神懸りせられ、其手を器械的に動かし筆録せしめられたものである。他の一つは教主出口王仁三郎先生が明治三十二年舊五月を以て教祖と結合せれてから十有餘年に亘りて出されたもので、これは主として豊雲野尊及其系統の神々の神懸りの産物である。同時に二様の神諭が出るので、部内では區別の爲めに前者を『表之神諭』、後者を『裏之神諭』と稱えて居るが、教祖帰幽後モーその必要が無いので、現在教主の手から出るものを単に『神諭』と稱して居る。
　本篇は右『裏之神諭』中から、主に教訓的要素に富める部分を抜萃編纂したもので、明治三十四五年の執筆にかかるものが多い。實は『裏之神諭』は総計五百巻にも上がる浩瀚のものであつたので、内容は教訓、豫言、教理等各方面に亘り、『表之神諭』に比して直裁露骨を極めて居る。今日若し全部保存されたならば、一面に於て絶好の指針であつたと同時に、他面に於ては世人の物議の種になったかも知れぬ。それは兎に角大本役員中に教主反對者が現はれ、其大部分は先年皆焼き棄てられて了つた。今日現存するものは僅々十幾冊に過ぎぬが、それでも数千頁の大冊を成す丈の分量がある。『表之神諭』を繙きて望洋の歎に堪へない者は畏らく『裏之神諭』によりて多大の満足と理解とを得らるゝ事であらうと思ふ。本篇はその第一輯で、本會は今後機會を見て第二輯以下を刊行し、大本研究者の便宜を圖る積りである。　大正八年六月下旬　編者誌
6. ↑  〔 早晩日米戦ハ開カレル。日本ハ如何ニ防禦スルモ一時敗軍シ尼港以上ノ惨状ヲ呈シ、東京ハ勿論大阪等ノ大都市ハ何レモ焼野原トナリ、天皇陛下ハ綾部ニ遁レ給フ事トナリ、約四十ヶ月ハ米国ノ政治ノ下ニ吾人等ハ支配セラルゝコトゝトナル。其時出口大先生ガ言霊ヲ奏上セラレ、米軍ヲ追イ退ケ、始メテ日本ガ世界ヲ統一スルコトトナル。オ筆先ノ梅デ開テ松デ治メルトアルハ此ノ事デアル[57]。〕
7. ↑  大本教の神示に就いては貴家と最も深き因縁これある様、故教祖より毎日聞き及び居り候得者、何れ、機熟する時は、閣下の御世話に頼らねば成らぬ事之有り候に付き、向後宣敷く御願い申上げ奉り候[68]（以下略）
8. ↑  『大本神諭』明治25年舊正月…日より抜粋[69]〔 天理、金光、黒住、妙靈、先走り、とゞめに艮の金神が現はれて、世の立替を致すぞよ。世の立替のあるといふ事は、何の神柱にも判りて居れど、何うしたら立替が出來るといふ事は、判りて居らんぞよ。九分九厘までは知らしてあるが、モウ一厘の肝心の事は、判りて居らんぞよ。三千世界の事は、何一とつ判らん事の無い神であるから、淋しく成りたら、綾部の大本へ出て参りて、お話を聞かして頂けば、何も彼も世界一目に見える、神徳を授けるぞよ。(以下略)〕
9. ↑  機関誌『神霊』大正7年5月号[72]　〔 私は大本開祖二十七年間の神諭の中から抜粋して今度天理教同志会の編集に関わる「御筆先分類研究」と相酷似せる点のみを年月順次に依らず、茲に選り出しまして両教研究者の便に供すると、一は以て神界の深き御経綸を発表する事に致しました。〕
10. ↑  〔 私は世人の見て、最も不可解なる筆先の台詞を茲に纏めて、嘗て神霊界を探険して見聞したる神劇に合せて、教祖の筆先の出所や、いかなる神の台詞なるやを明かにせむため、この物語を口述したのであります。この神幽二界の出来事を一巻の書物に綴つたのが霊界物語である。霊界の幾分なりとも消息が通じない人の眼を以て教祖の筆先を批評するのは、実に愚の至りであります。〕
11. ↑  〔 ただ今まで出口教祖の身魂を、全艮の金神、全国常立尊そのままの顕現と信じてゐた人の小言に過ぎないのであります。それ故、筆先にも女子の身魂が克く調べてくれと断つてある所以であります。（中略）変性女子そのものも、決して瑞の御魂の全体ではない。矢張大海の潮水を手桶に汲みあげたその一部分であります。〕
12. ↑  『大本神諭』明治25年舊正月…日より抜粋[83]〔 からと日本の戰ひがあるぞよ。此いくさは勝ち軍、神が蔭から、仕組が致してあるぞよ。神が表に現れて、日本へ手柄致さすぞよ。露國から始まりて、モウ一と戰があるぞよ。あとは世界の大たゝかひで、是から段々判りて來るぞよ。あとは世界の大たゝかひで、是から段々判りて来るぞよ。(以下略)〕
13. ↑  『伊都能売神諭』大正7年12月25日より抜粋[85]〔 ナヅナ七草の用意を早く致して置かぬと、今に唐土の鳥が渡りて来るぞよ。唐土の鳥は羽が強うて口嘴が長く鋭いぞよ。脚も長いし数も沢山あるぞよ。日本の鳥は余程しっかりと神力がないと、天空から蹴り落とされる様な事が出来いたすぞよ。鵲の橋が落ちかけるから、神が守護は致して居れど、日本の守護神の改心が遅れたら、一旦は何う成ろうやら知れんから、神が心を苦しみて、日夜の守護を致して居れど、日本の神にも守護神にも今ではチツトも気が附かんぞよ。（以下略）〕　『大本神諭』明治34年2月7日〔 東の国へはるばると都に致す心淋しき東の国はもとの昔の薄野になるぞよ 〕